# Parkstads järnvägsstation
Parkstads järnvägsstation (Pla, finska Puistolan rautatieasema) är en järnvägsstation på Kervo stadsbana i Helsingfors i stadsdelen Stapelstaden. Den ligger cirka 14 kilometer nordnordost om Helsingfors centralstation, mellan stationerna Mosabacka och Dickursby. Stationen öppnades 1910, men byggdes om inför utbyggnaden av tredjespåret mellan Helsingfors och Sandkulla, som öppnades 28 maj 1972, och senare inför bygget av fyrspåret Kervo stadsbana, som var färdigbyggt 18 augusti 1996 till Sandkulla och den 15 augusti 2004 till Kervo, och trafikeras av närtågslinjerna I och P (som går via Flygplatsen) och K (mellan Helsingfors och Kervo) och T (mellan Helsingfors och Riihimäki).

## Galleri

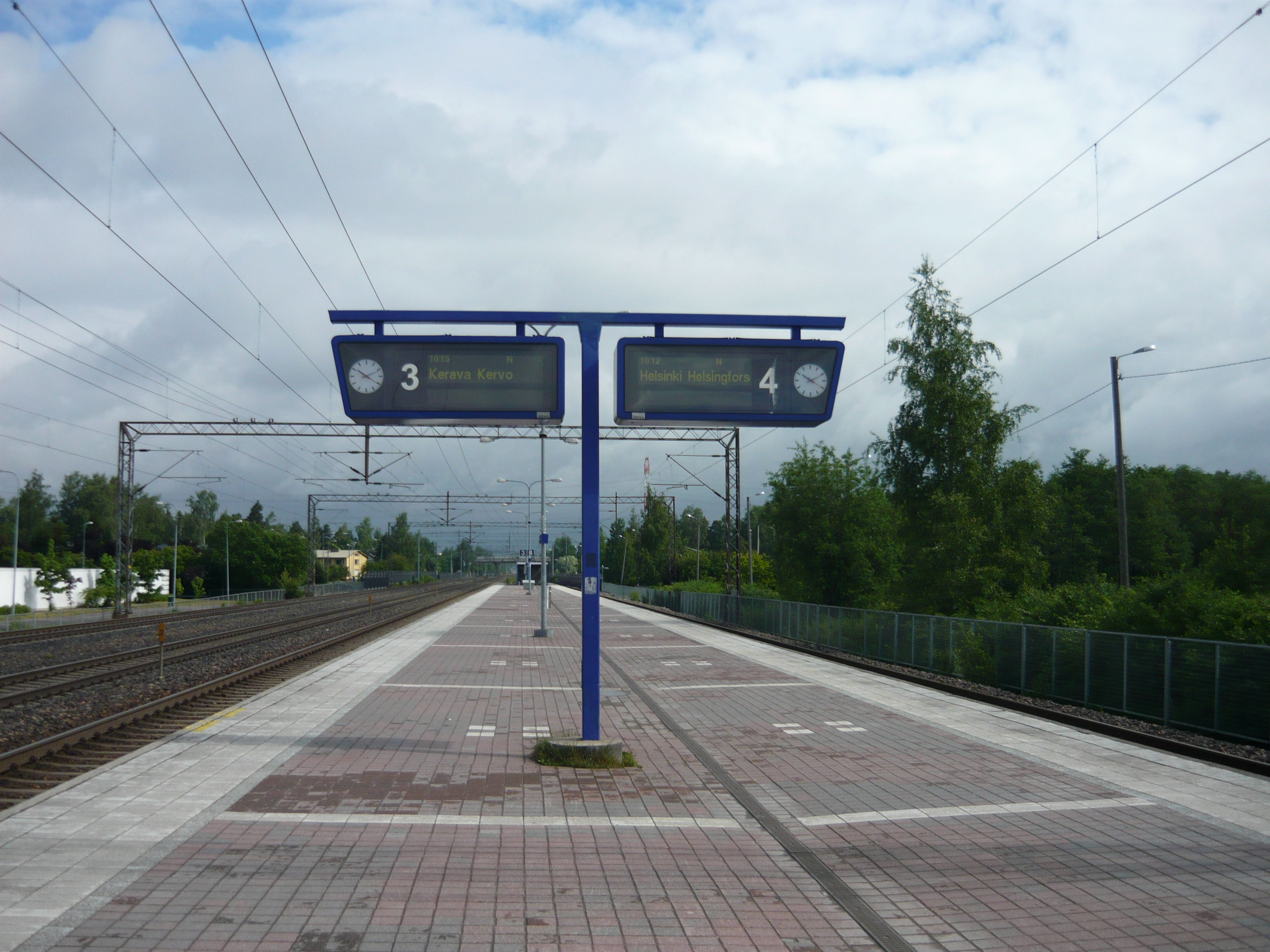
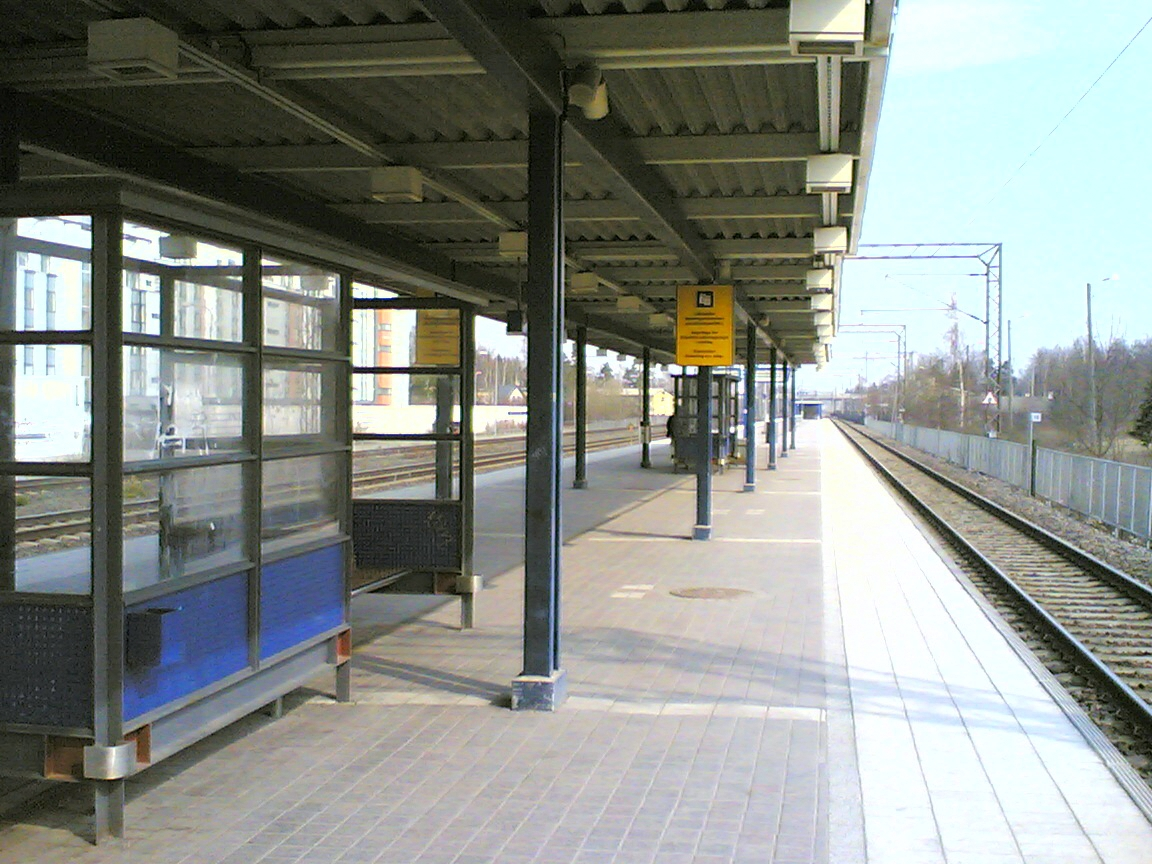
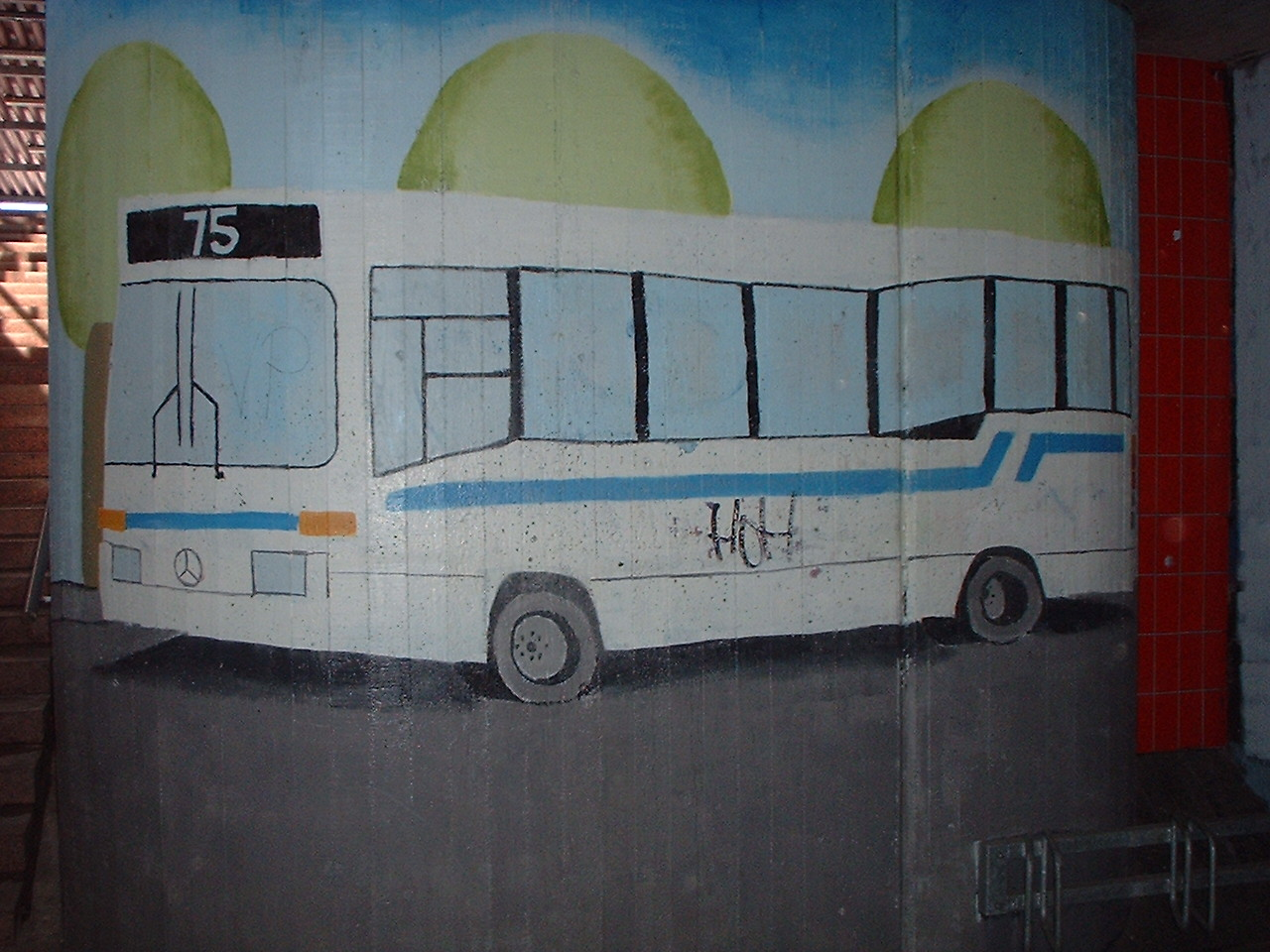
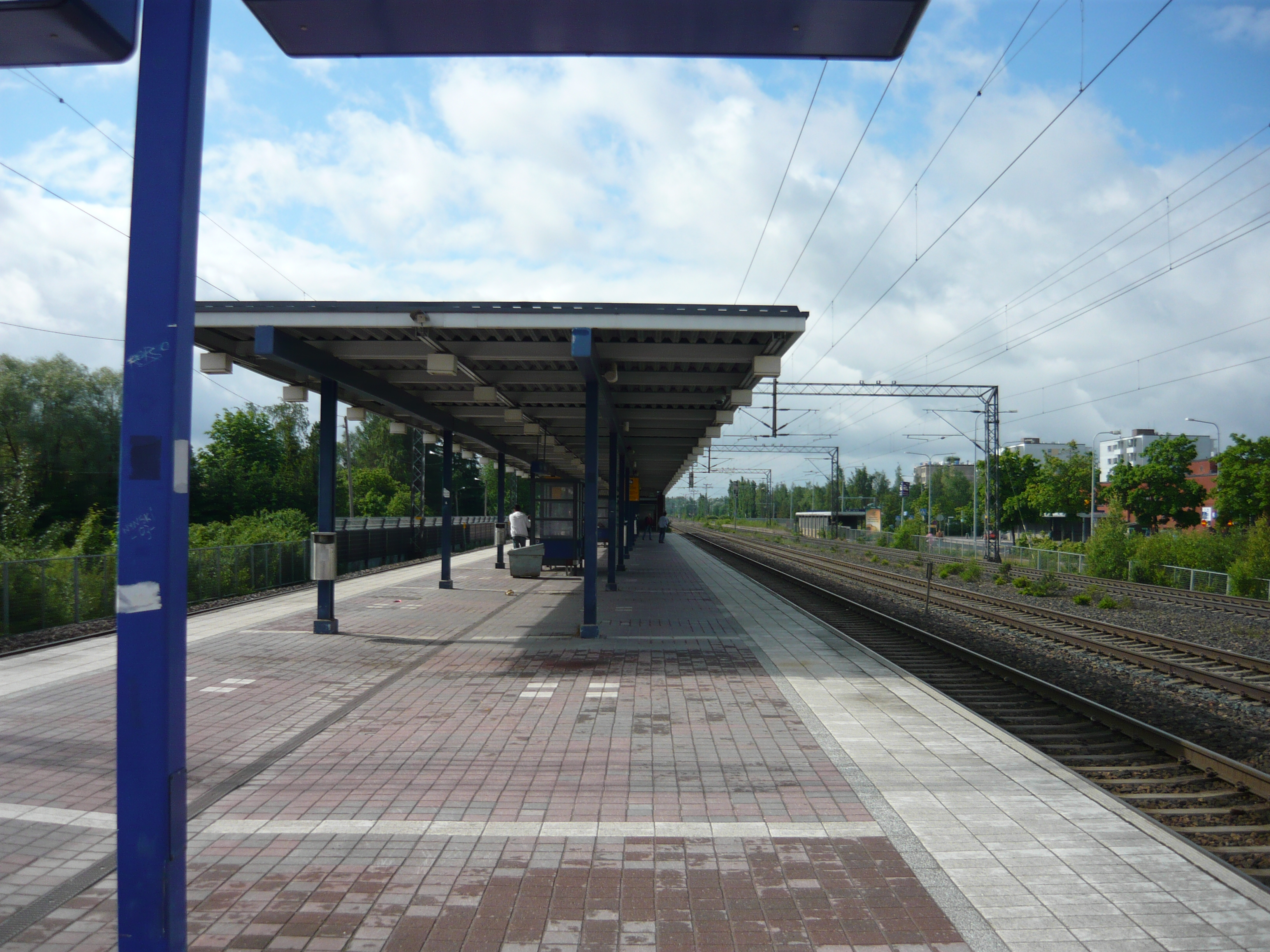